# Lijst van voetbalinterlands Nieuw-Caledonië - Samoa
Deze lijst van voetbalinterlands is een overzicht van alle officiële voetbalwedstrijden tussen de nationale teams van Nieuw-Caledonië en Samoa. De landen hebben tot op heden twee keer tegen elkaar gespeeld. De eerste ontmoeting, een kwalificatiewedstrijd voor het Wereldkampioenschap voetbal 2014, werd gespeeld in Honiara (Salomonseilanden) op 5 juni 2012. Het laatste duel, een kwalificatiewedstrijd voor het Wereldkampioenschap voetbal 2018, vond plaats op 1 juni 2016 in Port Moresby (Papoea-Nieuw-Guinea).

## Wedstrijden
| № | Plaats       | Datum       | Competitie           | Wedstrijd               | Uitslag |
| - | ------------ | ----------- | -------------------- | ----------------------- | ------- |
| 1 | Honiara      | 5 juni 2012 | WK 2014 kwalificatie | Nieuw-Caledonië – Samoa | 9 – 0   |
| 2 | Port Moresby | 1 juni 2016 | WK 2018 kwalificatie | Nieuw-Caledonië – Samoa | 7 – 0   |

## Samenvatting
| Competitie      | Totaal gespeeld | Winst Nw.-Caledonië | Gelijk | Winst Samoa | Doelsaldo Nw.-Caledonië – Samoa |
| --------------- | --------------- | ------------------- | ------ | ----------- | ------------------------------- |
| WK-kwalificatie | 2               | 2                   | 0      | 0           | 16 − 0                          |
| Totaal          | 2               | 2                   | 0      | 0           | 16 − 0                          |

FCF · A-internationals ·
Nieuw-Caledonisch vrouwenelftal
2000 – 2009 ·
2010 – 2019 ·
2020 − 2029
Amerikaans-Samoa ·
Australië ·
Bulgarije ·
Cookeilanden ·
Estland ·
Fiji ·
Guadeloupe ·
Guam ·
Martinique ·
Mauritius ·
Nieuw-Zeeland ·
Papoea-Nieuw-Guinea ·
Salomonseilanden ·
Samoa ·
Tahiti ·
Tonga ·
Vanuatu ·
FFS · 
A-internationals · 
Samoaans vrouwenelftal
1989 – 1999 · 
2000 – 2009 · 
2010 – 2019 ·
2020 − 2029
Amerikaans-Samoa ·
Australië ·
Cookeilanden ·
Fiji ·
Nieuw-Caledonië ·
Nieuw-Zeeland ·
Papoea-Nieuw-Guinea ·
Salomonseilanden ·
Tahiti ·
Tonga ·
Vanuatu